# Désiré Mergam
Désiré Joseph Mergam (Sint-Joost-ten-Node, 18 mei 1904 - Brussel, 4 maart 1984) was een Belgisch volksvertegenwoordiger.

## Levensloop
Van beroep landmeter-expert en architect, werd Mergam gemeenteraadslid van Brussel in 1952 en later ook schepen. Hij behoorde tot de kleurrijke politieke figuren van de hoofdstad. Verkiezingspropaganda maakt hij met slogans zoals Pour de meilleurs trams, votez Mergam.
In 1965 werd hij verkozen tot liberaal volksvertegenwoordiger voor het arrondissement Brussel, een mandaat dat hij vervulde tot in 1968.